# Лучний собачка
Лучний собачка також: циноміс, прерійний песик, луговий собачка (Cynomys) — рід ссавців родини вивіркових (Sciuridae) ряду мишоподібні (Muriformes) надряду гризуни.
Представники роду — невеликі гризуни, що походять з північної Америки. В середньому розмір тіла становить 30–40 см в довжину, включаючи короткий хвіст.

## Поширення
Мешкають в західній половині США (хоча існують інтродуковані популяції на сході), в Канаді й на півночі Мексики.

## Етимологія
грец. κύων — «пес»; грец. μῦς (родовий відмінок грец. μυός) — «миша».

## Особливості відносин та життя
Лучні собачки риють складну систему підземних ходів, поєднаних один з одним: таке «підземне місто» лучних собачок населяють сотні жителів. Учені вважають, що в цих соціальних і комунікабельних тварин досить складна «мова»: вони обмінюються звуковою інформацією, наприклад, про розмір, вид та напрямок руху хижака, що наближається, — і підрахували, що у них лексикон складається із не менш ста «слів». Крім цього у них складне «товариське» життя: помічено навіть випадки проявів ніжності між тваринами окремих статей, — точніше, вони «цілуються».